# Emblema nacional de Vietnam
El emblema nacional de la República Socialista de Vietnam está basado en los símbolos del Partido Comunista, que incluyen la estrella de cinco puntas de oro en campo de gules, como la bandera estatal. La rueda dentada y las espigas de arroz representan la cooperación del trabajo industrial y agrícola en el modelo comunista. En la parte inferior, dentro de una cinta roja, figura el nombre oficial del estado en vietnamita: Cộng hòa xã hội chủ nghĩa Việt Nam (República Socialista de Vietnam).
Similar a muchos otros emblemas estatales de regímenes socialistas, como el de la República Popular China, se adoptó como escudo de la República Democrática de Vietnam (o Vietnam del Norte) el 30 de noviembre de 1955. Se convirtió en el emblema de la nueva República Socialista de Vietnam, después de su reunificación con Vietnam del Sur, el 2 de julio de 1976.
Precisamente el antiguo escudo de Vietnam del Sur constaba de los colores de la bandera estatal (tres fajas de gules en campo de oro) puestas en palo, cargadas de un dragón de azur, correspondientes a la dinastía Nguyễn.

## Evolución histórica del escudo

Sello del Señorío Nguyen, posteriormente sello imperial de la Dinastía Nguyễn (1709-1777, 1780-1802), (1802-1846)
Sello Imperial de la Dinastía Tay Son
Sello Imperial de la Dinastía Nguyễn (1846-1945)
Gran Sello de la Cochinchina Francesa y más tarde Indochina Francesa (1879-1954)
Emblema del Gobierno General de la Indochina Francesa (1887-1954)
Escudo de armas del Reino de Sedang (1888-1890)
Escudo de armas de Tay Dam (1948–1955)
El sello del jefe de estado de Vietnam, Bảo Đại (1949-1954)
Escudo de armas del Estado de Vietnam (1954-1955)
Emblema de la República de Vietnam del Sur (1955-1957)
Emblema de la República de Vietnam del Sur (1957-1963)
Escudo de armas de la República de Vietnam del Sur (1963-1967)
Escudo de armas de Vietnam del Sur (1963-1975)
Emblema de la República Democrática de Vietnam del Norte (1955-1976)
Emblema de la República de Vietnam del Sur (1969-1976)